# 833-й отдельный разведывательный артиллерийский дивизион
833-й отдельный разведывательный артиллерийский Кёнигсбергский ордена Александра Невского дивизион Резерва Главного Командования — воинское формирование Вооружённых Сил СССР, принимавшее участие в Великой Отечественной войне.
Сокращённое наименование — 833-й орадн РГК.

## История
Сформирован на базе радн 644 пушечного артиллерийского полка РВГК (Приказ НКО СССР № 0293 от 19 апреля 1942 года "Об изменении штатов артиллерийских частей ").
В действующей армии с 25.04.1942 по 09.05.1945 и с 09.08.1945 по 03.09.1945 .
В ходе Великой Отечественной войны и разгрома Японских войск на Дальнем Востоке вёл артиллерийскую разведку в интересах артиллерии соединений и объединений  Западного,3-го Белорусского и Забайкальского фронтов.

## Состав
до августа 1943 года
- Штаб
- Хозяйственная часть
- батарея звуковой разведки (БЗР)
- батарея топогеодезической разведки (БТР)
- взвод оптической разведки (ВЗОР)
- фотограмметрический взвод (ФГВ)
- артиллерийский метеорологический взвод (АМВ) (с января 1943 года передан в штабную батарею УКАРТ армии)
- хозяйственный взвод

с августа 1943 года
- Штаб
- Хозяйственная часть
- 1-я батарея звуковой разведки (1-я БЗР)
- 2-я батарея звуковой разведки (2-я БЗР)
- батарея топогеодезической разведки (БТР)
- взвод оптической разведки (ВЗОР)
- фотограмметрический взвод (ФГВ)
- хозяйственный взвод

## Подчинение
| Дата                 | Фронт                 | Армия      | Корпус  | Дивизия | Бригада | Примечания |
| -------------------- | --------------------- | ---------- | ------- | ------- | ------- | ---------- |
| 25.04.42 -02.02.43г. | Западный фронт        | 29-я армия | -       | -       | -       | -          |
| 02.02.43 -10.12.43г  | Западный фронт        | 5-я армия  | -       | -       | -       | -          |
| 10.12.43-1.04. 44г.  | Западный фронт        | -          | 5-й акп | -       | -       | -          |
| 1.04.44.-9.05.45г    | 3-й Белорусский фронт | -          | 5-й акп | -       | -       | -          |
| 1.08.45-3.09.45г     | Забайкальский фронт   | 39-я армия | 5-й акп | -       | -       | -          |

## Командование дивизиона
Командир дивизиона
- майор, подполковник Марин Дмитрий Николаевич

Заместитель командира дивизиона
- капитан Мирлин Гилель Авсеевич

Начальник штаба дивизиона
- капитан Барашков Леонид Борисович

Заместитель командира дивизиона по политической части
- майор Мухрамов Василий Петрович
- капитан Серебряков Василий Андреевич

Помощник начальника штаба дивизиона
- ст. лейтенант, капитан Котляренко Юрий Борисович

Помощник командира дивизиона по снабжению
- капитан Якушкин Степан Андреевич

## Командиры подразделений дивизиона
Командир  БЗР
- капитан Яхимович Андрей Генрихович

Командир 1-й БЗР
- капитан Мурашов Николай Иванович
- капитан Борисов Иван Зотович

Командир 2-й БЗР
- капитан Каменских Анатолий Николаевич
- ст. лейтенант Васильев Владимир Николаевич
- лейтенант Ивенков Василий Фёдорович

Командир БТР
- капитан Остолопов Евгений Александрович

Командир ВЗОР
- ст. лейтенант Егоров Виктор Иванович
- лейтенант Ефремов Юрий Аркадьевич

Командир ФГВ
- ст. лейтенант Мурашов Николай Иванович
- ст. лейтенант Осипов Владимир Маркович
- лейтенант Денисов Валентин Сергеевич

## Награды и почётные наименования
| Награды и наименования               | дата          | за что получена |
| ------------------------------------ | ------------- | --- |
| Почетное наименование Кёнигсбергский | 17.05.1945 г. | присвоено приказом Верховного Главнокомандующего № 084 от 17 мая 1945 года за образцовое выполнение заданий командования в боях с фашистскими захватчиками при овладении городом-крепостью Кенигсберг и проявленные при этом доблесть и мужество |
| Орден Александра Невского            | 20.04.1945 г. | награжден указом Президиума Верховного Совета СССР за образцовой выполнение заданий командования в боях с немецкими захватчиками при овладении городом Хайлигенбайль и проявленные при этом доблесть и мужество                                  |